# 塩田元規
塩田 元規（しおた げんき、1983年4月29日 - ）は、日本の実業家。株式会社アカツキ共同創業者・元代表取締役CEO。

## 人物・経歴
島根県出雲市に生まれる。両親は小学校教員。出雲市立第二中学校、島根県立出雲高等学校を経て、2006年横浜国立大学工学部電子情報工学科卒業。2008年一橋大学大学院商学研究科修了、修士（経営学）（MBA）。同年ディー・エヌ・エーに入社し、インターネット広告営業マネージャーや、広告事業本部ディレクターを務めたのち、2010年香田哲朗とアカツキを創業。2016年同社を東京証券取引所マザーズ市場に上場し、2017年には東京証券取引所一部に市場変更。2020年1月には、ゲーテ (雑誌)とシーバスリーガルが実施する、シーバスリーガル ゴールドシグネチャー・アワードを受賞した。同年6月アカツキ非常勤取締役。同年11月アカツキの株式150万株の、総額63億円での海外売出しを行った。2021年6月アカツキの非常勤取締役を退任し、アドバイザーになる。

## 書籍
- ハートドリブン 目に見えないものを大切にする力（2019年10月3日、幻冬舎）